# Dumbo
Dumbo er en amerikansk animeret fantasyfilm fra 1941, som er produceret af Walt Disney Productions og udgivet af RKO Radio Pictures. Filmen er baseret på børnebogen Dumbo, den flyvende elefant af Helen Aberson og Harold Pearl og er den fjerde i rækken af Disneys klassikere.
Med håb om at kunne have en mere succesfuld indtjening efter de to foregående finansielle fiaskoer, Pinocchio og Fantasia, var produktionsomkostningerne og udførelsen af filmen planlagt til at være så lave og enkle som muligt. Dette resulterede blandt andet i at filmen kun blev 64 minutter lang, hvilket gør den til en af korteste spillefilm i Disneys repertoire.
Dumbo havde premiere i USA den 23. oktober 1941, hvor den blev modtaget med overvejende positive anmeldelser, og er siden steget i anseelse og blevet anset som en af bedste animationsfilm gennem tiden. I 2017 blev filmen udvalgt til at optaget i de forenedes staters nationale filmregister, National Film Register af Library of Congress, da den blev anset for at være "kulturelt, historisk og æstetisk betydningsfuld".
En live-action-fortolkning af filmen under instruktion af Tim Burton havde i marts 2019 premiere. 

## Handling
Mens et stort cirkus holder vinterhi i Florida, ankommer en flok storke med unger til cirkussets mange dyr. Mens tigeren, flodhesten, giraffen og zebraen alle glædeligt tager imod deres unger, må elefanten Mrs. Jumbo se sig selv forbigået til stor skuffelse. Cirkusset sætter dagen efter ud på en ny tour, hvor en forsinket stork endelig når frem til toget, og får afleveret en elefantunge til Mrs. Jumbo. Ungen får navnet Jumbo Junior, og de øvrige elefanter er også glade på Mrs. Jumbos vegne indtil det viser sig at ungen har kæmpestore ører. De andre elefanter gør nu grin med ham og giver ham øgenavnet Dumbo, mens Mrs. Jumbo elsker sin unge og forsvarer ham. 
Cirkusset når frem til deres første stop på touren, og Dumbo skal ligesom de øvrige elefanter deltage i cirkussets parade gennem byen. Under paraden snubler Dumbo i sine store ører, og da Mrs. Jumbo senere vasker ham, kommer nogle børn forbi og hiver ham i ørene. Mrs. Jumbo bliver rasende og går amok inde i teltet, så alle gæsterne må flygte. Hun bliver efterfølgende lænket i sin vogn og sat i isolation.
Uden sin mor er Dumbo nu alene, da de andre elefanter ikke vil snakke med ham. Dumbo møder nu musen Tim, som også rejser med cirkusset, og som har set, hvordan Dumbo bliver drillet. Tim skræmmer nu de andre elefanter, og han og Dumbo bliver venner. Tim synes at Dumbos ører er fremragende og ønsker at gøre Dumbo til en stjerne. Han hvisker sin idé om at have Dumbo stående øverst i en pyramide af elefanter til cirkusdirektøren om natten, mens cirkusdirektøren sover. Han vågner op og sætter straks idéen til værks. Ved forestillingen snubler Dumbo dog igen i sine ører, da han løber hen til springbrættet, der skal bringe ham til toppen af elefantpyramiden, og han ramler ind i det i stedet, hvilket får alle elefanterne til at falde ned og komme til skade. Elefanterne vil nu slet ikke kendes ved Dumbo, og Dumbo bliver tvunget til at medvirke i cirkussets klovnenummer, hvor han forklædt som en baby skal hoppe ud fra et brændende tårn ned i kar fyldt med tærtefyld. Til trods for hans nye popularitet, kan Dumbo ikke lide det og han bliver ked af det. 
Efter endnu en cirkusforestilling, tager Tim den triste Dumbo med hen for at besøge sin mor. Kun deres snabler kan nå hinanden, men alligevel trøster Mrs. Jumbo sin søn. I mens fester klovnene og diskuterer, hvordan de kan gøre deres nummer endnu bedre og endnu farligere ved at hæve platformen, hvor Dumbo skal springe fra. De drikker champagne, og en af flaskerne falder ned i et vandtrug, som Tim og Dumbo (uvidende om dette) kort efter drikker af og derfor bliver fulde. De oplever nu hallucinationer om store lyserøde elefanter.  
Den næste morgen bliver Dumbo og Tim meget overraskende vækket af en flok krager, som sidder i et træ, og de indser at de selv sidder på en gren højt oppe i træet. Tim foreslår for sjov at de må være fløjet derop, hvilket kragerne synes er meget morsomt. Efter at have hørt Dumbos triste historie, vælger kragerne at give ham en magisk fjer, som vil gøre ham 'i stand til at flyve'. Dumbo og Tim prøver nu at flyve, hvilket lykkedes, og de vender glade tilbage til cirkusset, hvor de vil overraske alle til aftenens forestilling. 

Under klovnenummeret, hopper Dumbo ud fra platformen, men mister på vej ned sin fjer. Han går i panik, men Tim får ham overbevist om at fjeren ikke betyder noget, og han sagtens kan flyve uden, og Dumbo flyver pludselig oppe rundt i toppen af teltet til stor overraskelse for publikum og klovne. Dumbo bliver nu en stor stjerne med Tim som sin manager, og Mrs. Jumbo bliver befriet. Dumbo og hans mor får deres egen private vogn ved cirkusset, og kragerne hilser elefanterne farvel som de forlader byen.

## Danske stemmer
- Tim: Jesper Klein
- Dumbos mor: Lily Broberg
- Cirkusdirektør: Poul Bundgaard
- Stork: Claus Ryskjær
- Fortæller: Palle Huld
- Elefanter:
  - Kirsten Rolffes
  - Lykke Nielsen
  - Vera Gebuhr
  - Kirsten Hansen-Møller
  - Susanne Bruun-Koppel
- Krager:
  - Flemming Enevold
  - Jess Ingerslev
  - Jørgen Pedersen
  - Ulf Pilgaard
  - Claus Ryskjær
- Klovne:
  - Jess Ingerslev
  - Per Pallesen
  - Ulf Pilgaard
  - Claus Ryskjær

## Priser og normeringer
Academy Awards
- 1942: Vandt: "Best Music, Scoring of a Musical Picture" – Frank Churchill og Oliver Wallace
- 1942: Nomineret: "Best Music, Original Song" – Frank Churchill (musik) og Ned Washington (tekst), for sangen "Baby Mine".

Cannes Film Festival
- 1947: Vandt: "Award Best Animation Design" (Originalt award-navn: 'Prix du meilleur dessin animé')